# Я всё ещё люблю
Я всё ещё люблю — песня украинской певицы Тины Кароль, выпущенная 1 февраля 2015 года. Композиция вошла в сборник «Плейлист весны».

## Описание
«Я всё ещё люблю» —  композиция певицы полна палитрой чувств и эмоций, артистка поёт о большой любви, за которую готова отдать всё на свете. Услышав песню, каждая женщина сможет сказать, что песня написана так, словно это саунд-трек к ее судьбе.
Видеоработа на эту песню отображает настроение самой композиции - "ранимость и незащищенность женщины".
Я больше ничего не умею делать – только петь. Это для меня потребность — я никогда не устаю, я парю в искусстве».призналась Тина Кароль

## Видео
Премьера видео-работы состоялась 29 января 2015 года на официальном YouTube канале исполнительницы. Режиссёром  видео выступил - Хиндрек Маасик.
В клипе использован приём «полной темноты», который показывает незащищённость и ранимость женской души. Помехи на экране и «белый шум» телевизора, которые проекцией отображаются на пальто певицы, символизируют растерянность и ранимость каждой влюблённой девушки. Тина Кароль словно обнажает свои эмоции и переживания в лучиках света.
Но главной «фишкой» нового клипа стала игра певицы на ретро-гармошке 1929-года. Минимализм видео не отвлекает от главного – чувств и эмоций самой песни. Хотя в нем хватает всего.

## Список композиций
| №                   | Название            | Текст песни                    | Музыка              | Длительность |
| ------------------- | ------------------- | ------------------------------ | ------------------- | ------------ |
| 1.                  | «Я всё ещё люблю»   | Виктор Дробыш, Наталия Власова | Виктор Дробыш       | 3:19         |
| Общая длительность: | Общая длительность: | Общая длительность:            | Общая длительность: | 3:19         |

## История релиза
| Регион | Дата           | Формат                      | Версия  | Лейбл      | Прим.  |
| ------ | -------------- | --------------------------- | ------- | ---------- | ------ |
| Мир    | 1 февраля 2015 | Цифровая загрузка, стриминг | русская | Баз лейбла | [ 10 ] |
| СНГ    | 1 февраля 2015 | Радиоротация                | русская | Баз лейбла | [ 11 ] |

## Текст
И не буду жить я, как захочется. 
Что же Боги нам, напророчили? 
Мне не надышатся одиночеством.
Припев:2х 
Я всё ещё люблю. 
Люблю, как в первый раз. 
И за любовь твою. 
Я отдала бы всё на свете, милый мой. 
Я с тобой, каждый миг на земле. 
Ведёт к тебе.
Меня обратно...
Край, а где я заточу, упасть лицом на снег. 
И пускай мне ветер в душу просится. 
Отыщи меня, мне так хочется. 
Вырваться из плена одиночества.
Припев:2х 
Я всё ещё люблю. 
Люблю, как в первый раз. 
И за любовь твою. 
Я отдала бы всё на свете, милый мой. 
Я с тобой, каждый миг на земле. 
Ведёт к тебе.
Меня обратно...
Меня обратно... 